# 우보면
우보면(友保面)은 대한민국 대구광역시 군위군 중부의 면이다. 넓이는 60km2이고, 인구는 2012년 기준으로 2,195명이다.
예전에는 의흥군의 영역이었다. 1914년에 일제의 부군면 통폐합 조치에 따라 군위군이 의흥군을 흡수하면서 군위군으로 넘어왔으며, 1945년에 해방된 후에도 현재에 이르고 있다.
면 소재지는 이화리에 있으며, 이화리에 있는 시설 중 우보면보건지소는 농어촌/시내(급행)/시외버스 정류장을 겸하는 곳이다. 우보면사무소, 대구우보초등학교, 우보우체국 등의 기반 시설은 보건지소 서쪽의 효령면/군위읍 방향에 있다. 다만 2024년 12월에 폐역된 우보역은 이화리 소재임에도, 이화리의 중심지에서 다소 남쪽으로 떨어져 있다.

## 연혁
- 조선시대 : 본래 의흥현 지역에 속함.
- 1520년 : 모산동(毛山洞), 문덕동(文德洞)을 의흥현 우산면 (牛山面)에 속하게 함.
- 1580년 : 이화(梨花), 두북(杜北), 나호동(羅湖洞)을 의흥현 내화면에 속하게 함.
- 1914년 3월 1일 : 부군면을 통폐합할 때 의흥군의 우산면 지역의 포남, 연포, 두북, 우평, 문암, 덕산의 6개 동과 내화면의 신기, 두곡, 북동, 원제, 상서, 백양, 이상, 이하, 상라, 하라의 10개 동과 의성군 산운면 개일동 일부와 군위군 중리면 수락동 일부를 통합하여 군위군 우보면으로 개편함.
- 2023년 7월 1일: 경상북도에서 대구광역시로 편입됨.

## 행정 구역
- 나호리(羅湖里)
- 달산리(達山里)
- 두북리(杜北里)
- 모산리(毛山里)
- 문덕리(文德里)
- 미성리(美城里)
- 봉산리(鳳山里)
- 선곡리(仙谷里)
- 이화리(梨花里): 행정복지센터 소재지

## 교육
- 대구우보초등학교 (이화리) - 2025년에 휴교
- 문산초등학교 (폐교) : 우보면 철길로 237-5 (모산리)